# Голос Руси
Го́лос Руси́ — ежедневная газета, выходившая в Санкт-Петербурге (с начала Первой мировой войны — Петроград) с 1914 по 1917 годы.

## История
Первый номер вышел 1 (14) января 1914. С № 1 по 643 имела подзаголовок «Ежедневная политическая, экономическая и литературная газета», с № 644 выходила без подзаголовка. Объём газеты составлял 6—8 страниц. Тираж в 1915 году достигал 10 000 экземпляров. Издание было прекращено в 1917 году сразу после Февральской революции.

## Издатели и редактора
Издателями газеты являлись члены IV Государственной думы Сергей Николаевич Алексеев и Михаил Петрович Дмитриев. Редактором первых номеров был И. И. Высоцкий, с № 24 — С. Н. Алексеев , с № 45 — В. А. Голубович, с № 69 — А. П. Морозов, с № 356 — Н. П. Набоков.

## Редакционная политика
Выступала с резко реакционной, охранительской позицией. Во время Первой мировой войны агитировала за «войну до победного конца». Пользовалась поддержкой и субсидировалась царским правительством — так согласно «Перечня изданий, лиц и учреждений, которым оказано пособие» за 1915 год, она получила из государственной казны 100 000 рублей.

## Приложения
Газета имела несколько приложений, среди них: «Голос Руси: Последние вести с театра войны» (1914—1916), «За неделю» (1914—1917), «Заря» (1917).